# Australia ai Giochi della IX Olimpiade
L'Australia partecipò ai Giochi della IX Olimpiade, svoltisi ad Amsterdam, Paesi Bassi, dal 28 luglio al 12 agosto 1928,  
con una delegazione di 18 atleti, di cui 4 donne, impegnati in 6 discipline,
aggiudicandosi 1 medaglia d'oro, 2 medaglie d'argento e 1 medaglia di bronzo.

## Medagliere

### Per discipline
| Sport       | Oro | Argento | Bronzo | Totale |
| ----------- | --- | ------- | ------ | ------ |
| Canottaggio | 1   | 0       | 0      | 1      |
| Nuoto       | 0   | 2       | 0      | 2      |
| Ciclismo    | 0   | 0       | 1      | 1      |
| Totale      | 1   | 2       | 1      | 4      |

### Medaglie
| Medaglia | Atleta              | Sport       | Evento                           |
| -------- | ------------------- | ----------- | -------------------------------- |
| Oro      | Henry Robert Pearce | Canottaggio | Singolo maschile                 |
| Argento  | Boy Charlton        | Nuoto       | 400 metri stile libero maschili  |
| Argento  | Boy Charlton        | Nuoto       | 1500 metri stile libero maschili |
| Bronzo   | Dunc Gray           | Ciclismo    | Km da fermo                      |